# Europacup II 1980/81
Het 21ste seizoen van de Beker der Bekerwinnaars werd gewonnen door het Russische Dinamo Tbilisi in de finale tegen het Oost-Duitse FC Carl Zeiss Jena.

## Voorronde
| Team #1     | Tot.  | Team #2               | 1ste wed | 2de wed |
| ----------- | ----- | --------------------- | -------- | ------- |
| Celtic FC   | 7 - 2 | Diósgyőri VTK Miskolc | 6 - 0    | 1 - 2   |
| Altay Izmir | 0 - 4 | SL Benfica            | 0 - 0    | 0 - 4   |

## Eerste ronde
| Team #1            | Tot.             | Team #2               | 1ste wed | 2de wed      |
| ------------------ | ---------------- | --------------------- | -------- | ------------ |
| CF Castilla        | 4 - 6            | West Ham United       | 3 - 1    | 1 - 5 (n.v.) |
| Celtic FC          | 2 - 2 (uitgoals) | Politehnica Timișoara | 2 - 1    | 0 - 1        |
| Hibernians FC      | 1 - 4            | Waterford FC          | 1 - 0    | 0 - 4        |
| AGS Kastoria       | 0 - 2            | Dinamo Tbilisi        | 0 - 0    | 0 - 2        |
| Spora Luxembourg   | 0 - 12           | TJ Sparta Praag       | 0 - 6    | 0 - 6        |
| Slavia Sofia       | 3 - 2            | Legia Warschau        | 3 - 1    | 0 - 1        |
| Hvidovre IF        | 3 - 0            | Fram Reykjavík        | 1 - 0    | 2 - 0        |
| FC Ilves           | 3 - 7            | Feyenoord             | 1 - 3    | 2 - 4        |
| AS Roma            | 3 - 4            | FC Carl Zeiss Jena    | 3 - 0    | 0 - 4        |
| Valencia CF        | 5 - 3            | AS Monaco             | 2 - 0    | 3 - 3        |
| FC Sion            | 1 - 3            | Haugar Haugesund      | 1 - 1    | 0 - 2        |
| Newport County AFC | 4 - 0            | Crusaders FC          | 4 - 0    | 0 - 0        |
| AC Omonia          | 1 - 7            | Waterschei SV Thor    | 1 - 3    | 0 - 4        |
| Fortuna Düsseldorf | 8 - 0            | SV Austria Salzburg   | 5 - 0    | 3 - 0        |
| Malmö FF           | 1 - 0            | Partizani Tirana      | 1 - 0    | 0 - 0        |
| NK Dinamo Zagreb   | 0 - 2            | SL Benfica            | 0 - 0    | 0 - 2        |

## Tweede ronde
| Team #1            | Tot.  | Team #2               | 1ste wed | 2de wed |
| ------------------ | ----- | --------------------- | -------- | ------- |
| West Ham United    | 4 - 1 | Politehnica Timișoara | 4 - 0    | 0 - 1   |
| Waterford FC       | 0 - 5 | Dinamo Tbilisi        | 0 - 1    | 0 - 4   |
| TJ Sparta Praag    | 2 - 3 | Slavia Sofia          | 2 - 0    | 0 - 3   |
| Hvidovre IF        | 1 - 3 | Feyenoord             | 1 - 2    | 0 - 1   |
| FC Carl Zeiss Jena | 3 - 2 | Valencia CF           | 3 - 1    | 0 - 1   |
| Haugar Haugesund   | 0 - 6 | Newport County AFC    | 0 - 0    | 0 - 6   |
| Waterschei SV Thor | 0 - 1 | Fortuna Düsseldorf    | 0 - 0    | 0 - 1   |
| Malmö FF           | 1 - 2 | SL Benfica            | 1 - 0    | 0 - 2   |

## Kwartfinale
| Team #1            | Tot.  | Team #2            | 1ste wed | 2de wed |
| ------------------ | ----- | ------------------ | -------- | ------- |
| West Ham United    | 2 - 4 | Dinamo Tbilisi     | 1 - 4    | 1 - 0   |
| Slavia Sofia       | 3 - 6 | Feyenoord          | 3 - 2    | 0 - 4   |
| FC Carl Zeiss Jena | 3 - 2 | Newport County AFC | 2 - 2    | 1 - 0   |
| Fortuna Düsseldorf | 2 - 3 | SL Benfica         | 2 - 2    | 0 - 1   |

## Halve Finale
| Team #1            | Tot.  | Team #2    | 1ste wed | 2de wed |
| ------------------ | ----- | ---------- | -------- | ------- |
| Dinamo Tbilisi     | 3 - 2 | Feyenoord  | 3 - 0    | 0 - 2   |
| FC Carl Zeiss Jena | 2 - 1 | SL Benfica | 2 - 0    | 0 - 1   |

## Finale
| Team #1        | Uitsl. | Team #2            |
| -------------- | ------ | ------------------ |
| Dinamo Tbilisi | 2 - 1  | FC Carl Zeiss Jena |